# Josef Klucký
Josef Klucký (* 17. listopadu 1962) je bývalý český fotbalista, obránce. Odchovanec Jablonce přišel v devatenácti letech na vojmu do Dukly Praha a zůstal 7 sezón, během kterých odehrál 87 utkání a dal 6 gólů. Nejvíce se mu dařilo v sezoně 1985–1986, kdy hrál pravidelně v lize a ve čtvrtfinále Poháru vítězů pohárů byl v základní sestavě proti Benfice. V evropských pohárech nastoupil za Duklu v 8 utkáních. V roce 1988 se vrátil do Jablonce. Po skončení aktivní kariéry působil jako fotbalový funkcionář. Jeho starší bratr Zdeněk Klucký byl ligový fotbalista za LIAZ Jablonec a RH Cheb.